# Йохан фон Пфалц-Зимерн
Йохан фон Пфалц-Зимерн (на немски: Johann von Pfalz-Simmern; * 1429; † 13 декември 1475, замък Гибихенщайн, Хале) от фамилията Вителсбахи, е епископ на Мюнстер (1458 –1466), архиепископ на Магдебург (1464 – 1475).

## Живот
Той е най-малкият син на пфалцграф и херцог Стефан фон Пфалц-Зимерн-Цвайбрюкен (1385 – 1459) и съпругата му Анна фон Велденц (1390 – 1439). По баща е внук на римско-немския крал Рупрехт.
Йохан следва в Рим и Болоня и през 1458 г. става епископ на Мюнстер и на 13 декември 1464 г. архиепископ на Магдебург.
Той умира в замък Гибихенщайн и по негово желание е погребан в катедралата в Магдебург.